# Уряд Петтері Орпо
Уряд Петтері Орпо – 77-й уряд Фінляндії, був сформований Петтері Орпо, очільником національної коаліції. Це коаліційний уряд, що складається з чотирьох партій: Національна коаліція, істинні фіни, Шведська народна партія Фінляндії, Християнські демократи.

## Склад уряду
З 19 міністерських посад вісім міністрів належать до Національної коаліції, сім – до Істинних фін, три – до Шведської народної партії та один – до християнських демократів.
| Посада                                               | Міністр      | Міністр              | Початок терміну | Кінець терміну | Партія                            |
| ---------------------------------------------------- | ------------ | -------------------- | --------------- | -------------- | --------------------------------- |
| Прем'єр-міністр                                      |              | Петтері Орпо         | 20 червня 2023  |                | Національна коаліція              |
| Заступник прем'єр-міністра; міністр фінансів         |              | Ріікка Пурра         | 20 червня 2023  |                | Істинні фіни                      |
| Міністр освіти                                       |              | Анна-Майя Генрикссон | 20 червня 2023  |                | Шведська народна партія Фінляндії |
| Міністр сільського і лісового господарства           |              | Сарі Ессая           | 20 червня 2023  |                | Християнські демократи            |
| Міністр оборони                                      |              | Антті Гяккянен       | 20 червня 2023  |                | Національна коаліція              |
| Міністр співробітництва та зовнішньої торгівлі       |              | Вілле Тавіо          | 20 червня 2023  |                | Істинні фіни                      |
| Міністр економіки                                    |              | Вільгельм Юнніла     | 20 червня 2023  | 6 липня 2023   | Істинні фіни                      |
| Міністр економіки                                    | Вілле Рідман | 6 липня 2023         |                 |                | Істинні фіни                      |
| Міністр зайнятості                                   |              | Арто Сатонен         | 20 червня 2023  |                | Національна коаліція              |
| Міністр навколишнього середовища та зміни клімату    |              | Кай Мюккянен         | 20 червня 2023  |                | Національна коаліція              |
| Міністр з європейських справ та управління власністю |              | Андерс Адлеркройц    | 20 червня 2023  |                | Шведська народна партія Фінляндії |
| Міністр фізичних вправ, спорту та молоді             |              | Сандра Бергквіст     | 20 червня 2023  |                | Шведська народна партія Фінляндії |
| Міністр у справах сім'ї та соціальних служб          |              | Санні Ґран-Лаасонен  | 20 червня 2023  |                | Національна коаліція              |
| Міністр закордонних справ                            |              | Еліна Валтонен       | 20 червня 2023  |                | Національна коаліція              |
| Міністр внутрішніх справ                             |              | Марі Рантанен        | 20 червня 2023  |                | Істинні фіни                      |
| Міністр юстиції                                      |              | Леена Мері           | 20 червня 2023  |                | Істинні фіни                      |
| Міністр місцевого самоврядування                     |              | Анна-Кайса Іконен    | 20 червня 2023  |                | Національна коаліція              |
| Міністр науки та культури                            |              | Сарі Мултала         | 20 червня 2023  |                | Національна коаліція              |
| Міністр соціальних справ та охорони здоров'я         |              | Кайса Юусо           | 20 червня 2023  |                | Істинні фіни                      |
| Міністр транспорту та комунікацій                    |              | Лулу Ранне           | 20 червня 2023  |                | Істинні фіни                      |